# 中区 (大邱広域市)

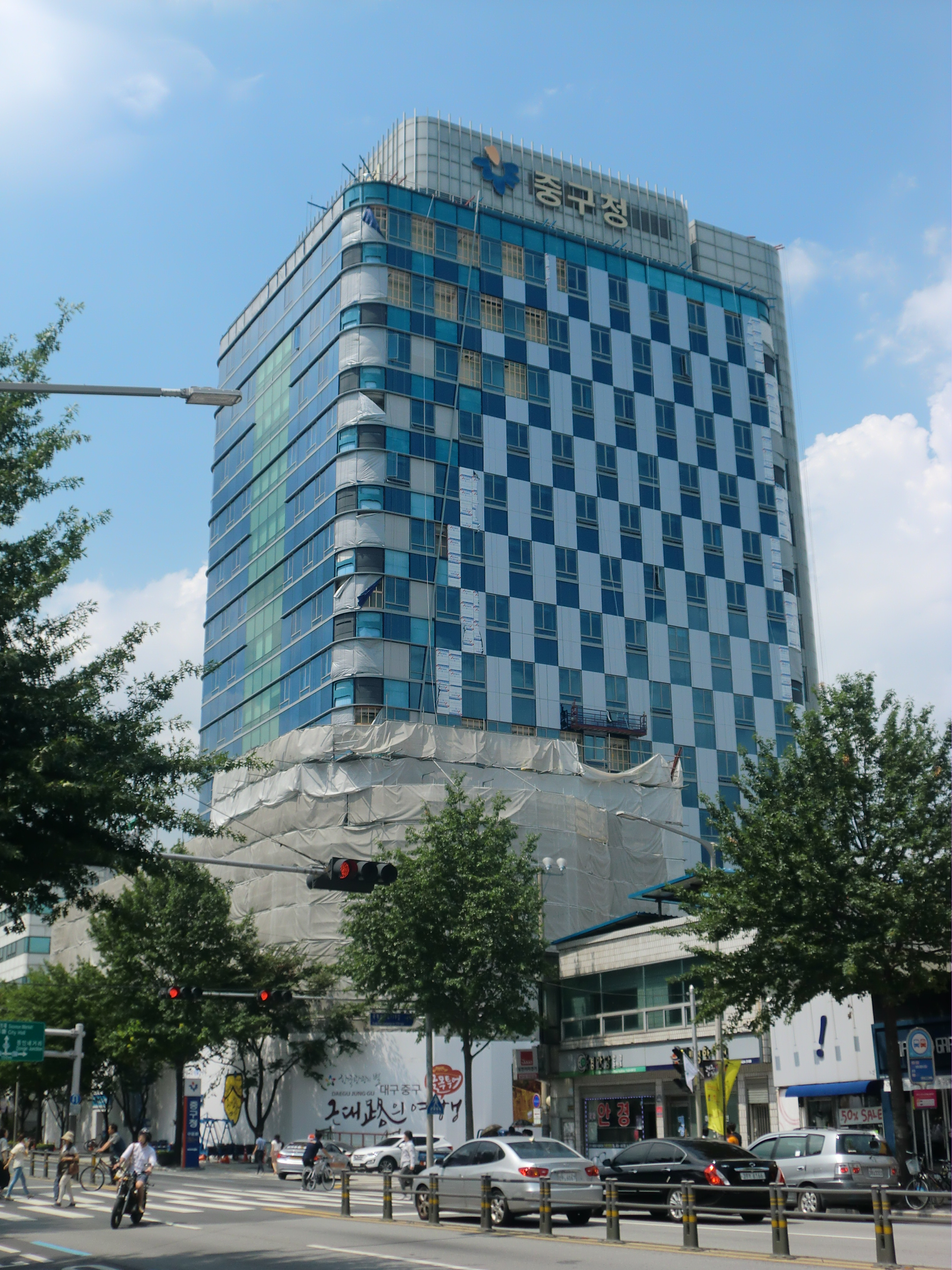
中区庁

中区（チュンく/중구）は、大韓民国大邱広域市の区である。

## 歴史
- 1963年1月1日 - 慶尚北道大邱市東仁洞・三徳洞・鳳山洞・校洞・龍徳洞・尚徳洞・莞田洞・東城路・東門洞・文化洞・公平洞・徳山洞・上西洞・下西洞・南城路・寿洞・桂山洞・壮観洞・射一洞・南一洞・東一洞・前洞・鍾路・北城路・西内洞・北内洞・大安洞・布政洞・西門路・西也洞・仁橋洞・東山洞・市場北路・大新洞・達城洞・寿昌洞・桃園洞・華田洞・香村洞・西城路および太平路の一部をもって、中区が設置される。
- 1964年7月1日 - 北区太平路の一部を編入。
- 1980年4月1日 - 南区南山洞および大鳳洞・大明洞のそれぞれ一部を編入。

## 行政

行政区域図

行政洞は12洞、法定洞は57洞からなる。
| 行政洞  | 法定洞 |
| ------- | --- |
| 東仁洞  | 東仁洞1街、東仁洞2街、東仁洞3街、東仁洞4街 |
| 三徳洞  | 三徳洞1街、三徳洞2街、三徳洞3街 |
| 城内1洞 | 鳳山洞、徳山洞、射一洞、南一洞、東城路3街、東門洞、文化洞、公平洞、東城路2街、太平路1街、校洞、龍徳洞、尚徳洞、莞田洞、布政洞、東城路1街、北城路1街、華田洞 |
| 城内2洞 | 壮観洞、上西洞、寿洞、徳山洞、鐘路1街、鐘路2街、東一洞、南一洞、前洞、東城路3街、寿昌洞、太平路3街、西城路1街、下西洞、南城路、桂山洞1街、桂山洞2街、東山洞、西城路2街、布政洞、西門路1街、西内洞、北城路2街、大安洞、太平路2街、北城路1街、華田洞、香村洞、北内洞 |
| 城内3洞 | 桃園洞、寿昌洞、太平路3街、仁橋洞、西也洞、西城路1街、市場北路、東山洞、西門路2街、達城洞 |
| 大新洞  | 市場北路、大新洞 |
| 南山1洞 | 南山洞 |
| 南山2洞 | 南山洞 |
| 南山3洞 | 南山洞 |
| 南山4洞 | 南山洞 |
| 大鳳1洞 | 大鳳洞 |
| 大鳳2洞 | 大鳳洞 |

### 警察
- 大邱中部警察署

## 名所
- 大邱薬令市場
- 仁橋洞産業工具路
- 北城路オートバイ路
- 南山洞印刷路
- 仁橋洞豚路
- 香村洞靴路
- 東仁洞カルビチム路
- 東城路
- 達城公園
- 西門市場

## 教育機関
- 慶北大学校東仁洞キャンパス（国立）
- 大邱カトリック大学校

## 交通

### 鉄道
- 韓国鉄道公社
  - 京釜線
    - 大邱駅※
- 大邱交通公社
  - 大邱都市鉄道1号線
    - 明徳駅 - 半月堂駅 - 中央路駅

  - 大邱都市鉄道2号線
    - 青蘿の丘駅 - 半月堂駅 - 慶大病院駅

  - 大邱都市鉄道3号線
    - 達城公園駅 - 西門市場駅 - 青蘿の丘駅 - 南山駅 - 明徳駅 - コンドゥルバウィ駅※ - 大鳳橋駅※
- ※ 京釜線大邱駅の所在地は北区であるが、中区との境界上にある。
- ※ コンドゥルバウィ駅・大鳳橋駅の所在地は南区であるが、中区との境界上にある。